# Wil ZH
| ZH ist das Kürzel für den Kanton Zürich in der Schweiz. Es wird verwendet, um Verwechslungen mit anderen Einträgen des Namens Wil zu vermeiden. |

Wil ist eine politische Gemeinde im Bezirk Bülach des Kantons Zürich in der Schweiz.

## Wappen
Blasonierung:
In Rot eine aufrechte silberne Pflugschar

## Geographie
Wil liegt im Rafzerfeld. Die nördliche Gemeindegrenze bildet einen Teil der Landesgrenze zu Deutschland. Der Landwirtschaft dienen 51,2 % der Gemeindefläche, 30,0 % sind bewaldet, dem Verkehr dienen 4,2 %, und 12,8 % sind Siedlungsgebiet. 0,3 % sind Gewässer- und 1,3 % unproduktive Fläche (Stand 2018).

## Bevölkerung
| Jahr      | 1640 | 1722 | 1850 | 1900 | 1950 | 2000 | 2005 | 2010 | 2015 | 2020 | 2022 |
| --------- | ---- | ---- | ---- | ---- | ---- | ---- | ---- | ---- | ---- | ---- | ---- |
| Einwohner | 392  | 557  | 932  | 750  | 715  | 1320 | 1263 | 1281 | 1375 | 1487 | 1564 |

- Bevölkerungsdichte: 174,9 Einw./km²
- Konfessionszugehörigkeit: 42,8 % evangelisch-reformiert, 3,1 % römisch-katholisch, 44,0 % andere oder keine konfessionelle Zugehörigkeit (Stand 2022)[7]

## Politik
Gemeindepräsident ist Urs Rüegg (SVP, Stand November 2022).
Die Zahl der Gemeinderäte betrug von 1803 bis 1863 drei Personen (Präsident und zwei Mitglieder), ab 1863 fünf Personen (Präsident und vier Mitglieder). Der Gemeindepräsident (früher Gemeindeammann genannt) wird seit 1870 durch die Gemeinde selbst gewählt. Davor hatte die Gemeinde dem Bezirksrat einen Zweiervorschlag vorzulegen, worauf der Bezirksrat daraus den ihm genehmen wählte.
Die erste Gemeindeordnung wurde 1844 eingeführt. Diese wurde jeweils 1862, 1867, 1877, 1887, 1901, 1928, 1955 und 1964 überarbeitet.
Bei der Nationalratswahl 2019 erreichten die Parteien folgende Wähleranteile: SVP 43,75 %, SP 13,55 %, FDP 11,15 %, glp 10,32 %, Grüne 10,21 %, EVP 3,86 %, BDP 2,12 % und EDU 1,85 %, CVP 1,20 % und andere (8) 2,00 %.
Die Wähleranteile bei der Nationalratswahl 2023: SVP 47,25 % (+3,50 %), SP 12,37 % (−1,19 %), FDP 10,1 % (−1,05 %), glp 10,06 % (−0,26 %), Grüne 6,28 % (−3,93 %), EVP 4,64 % (+0,78 %), Die Mitte 2,71 % (−0,61 %), Aufrecht Zürich 2,44 %, EDU 1,74 % (−0,11 %), andere (11) 2,42 %.

## Wirtschaft
Wichtige Erwerbszweige in Wil sind Landwirtschaft und Rebbau sowie der Kiesabbau.
Die Stadt Zürich liess 1674 durch Johann Rudolf Werdmüller das Rebgelände vermessen. Die grösste Rebfläche findet sich mit 17,5 Hektar noch heute «Im Berg», welche sich seit 1674 kaum verändert hat. Daneben hat sich auch die Rebfläche «in der Halde» und «in der Bürglen» halten können. Die 1674 noch erfassten Rebflächen «in der Steige», «in der Buchelooer Halde» und «auf des Klein Joge Buck» (heute Fasnachtsbuck) hingegen sind heute verschwunden.
Von der Mitte des 17. Jahrhunderts an war in Wil das Strohflechten weit verbreitet. Mit der Eröffnung der Hutfabrik von Heinrich Ritz in Hüntwangen nahm das Heimgewerbe rasch ab. 1927 kaufte die Hutfabrik zum letzten Mal heimgeflochtene Hüte auf.

## Geschichte
Aus der Zeit der Römer ist eine Strasse nachgewiesen.
Die erste urkundliche Erwähnung von Wil ist für das Jahr 1216 nachgewiesen. Der Name leitet sich vermutlich aus dem lateinischen villa für Guts- und Herrenhof ab, ist aber nicht bewiesen. Der am 16. Juli 1216 verfasste Schiedsspruch von Bischof Konrad ist das älteste Dokument, auf dem der Ortsname auftaucht. Er ist in lateinischer Sprache verfasst und behandelt einen Streit zwischen den Johannitern von Bubikon und den Benediktinern von St. Johann im Thurtal. Darin wird ein Leutpriester Albert von Wil (Albertus, plebanus de Wile) erwähnt. Gleichzeitig dokumentiert dieser Schiedsspruch, dass Wil schon 1216 eine selbständige Pfarrei war.
Die Pfarrkirche war vermutlich eine Stiftung des Freiherrn von Tengen, der zur damaligen Zeit der grösste Grundbesitzer im Rafzerfeld war. Das Tengensche Haus besass neben der Stadt Eglisau auch den Kirchensatz zu Wil, Bülach und Kloten.

Luftbild (1958) von Werner Friedli

Zwischen 1259 und 1407 ist urkundlich ein Ministerialgeschlecht «von Wil» des Freiherrn von Tengen nachgewiesen. Dieses wird mit grösster Wahrscheinlichkeit die Burg auf dem Holbuckrain bewohnt haben. Der Hügel liegt nordwestlich des Dorfes Wil und wird auch als Burg bezeichnet, obwohl die Feste «Schnitzberg» oder «Schnetzburg» abgegangen ist. Da nur der noch sichtbare Wallgraben gefunden werden konnte, geht man davon aus, dass es sich um eine Holzburg gehandelt hat.
Im Mittelalter übten die Habsburg-Laufenburger und später deren Nachfolger, die Klettgauer Grafen von Sulz aus Tiengen (Hochrhein), sowohl die Herrschaft als auch die Hohe Gerichtsbarkeit aus.
Im Jahr 1651 erkaufte Zürich die Hohe Gerichtsbarkeit. Wil übernahm die Reformation 1523, in der Folge bestimmten die Zürcher den Pfarrer und den Landvogt.
1798 und in den Napoleonischen Kriegen besetzten Franzosen, Österreicher und Russen Wil.
Am 22. Februar 1944 wurde ein Haus ausserhalb des Dorfes bombardiert, wobei alle acht Personen, die gerade am Mittagstisch sassen, getötet wurden.

### Dorfbrände
Das Dorf Wil wurde im 17. Jahrhundert gleich mehrmals von Grossbränden heimgesucht.
Der bekannteste ist der Brand an Fasnacht 1619, denn dieser wurde von Carl Biedermann in einem Mundartgedicht literarisch verarbeitet. Das genaue Datum ist nicht mehr zu eruieren, denn der einzige datierte Brief trägt das Datum 19. Februar 1619, wurde aber einige Tage nach dem Brand geschrieben, da er sich auf ein Vorkommnis vor ein paar Tagen bezog. Es handelt sich dabei um den Rapport des Landvogts Grebel an die Regierung in Zürich. Darin beschreibt er, dass insgesamt 40 Firsten mit 60 Haushaltungen komplett niedergebrannt seien. Der andere erhaltene Brief des Pfarrers Fries ist nicht datiert und enthält ebenfalls kein Datum des Brandes. Er enthält aber wie der Brief des Vogts auch die Brandursache: dass um zwei Uhr nachmittags einer vor seinem Haus eine Muskete abgefeuert habe, worauf das Dach Feuer gefangen habe. So schreibt der Pfarrer von 45 Firsten und 62 Haushaltungen, und insgesamt seien 275 Personen direkt betroffen und verloren ihr Zuhause. Die Kirche und das Pfarrhaus seien aber verschont geblieben. Die Differenz bei den Häusern und Haushaltungen in den beiden Briefen kann darin liegen, dass der Vogt nur die Totalschäden aufnahm. Der Brand forderte aber keine Toten. Die anschliessende Sammlung zu Gunsten der Brandopfer durch die Zürcher Kirche brachte 2400 Gulden ein.
1623 wurden durch einen Brand sechs Haushaltungen obdachlos, worauf ein Brandbrief ausgestellt wurde. In der Nacht vom 11. auf den 12. Mai 1642 brannte es erneut. Diesmal waren 24 Wohnhäuser (nur Häuser, keine Scheunen) betroffen. 1654 brannten einige Häuser und der Kirchturm. 1694 brannten erneut sechs Häuser. Bei all diesen Bränden im 17. Jahrhundert gab es keine Todesopfer. Die einzigen Opfer durch einen Brand in Wil gab es 1650, als eine Mutter mit ihrem Kind verbrannte.

## Sehenswürdigkeiten

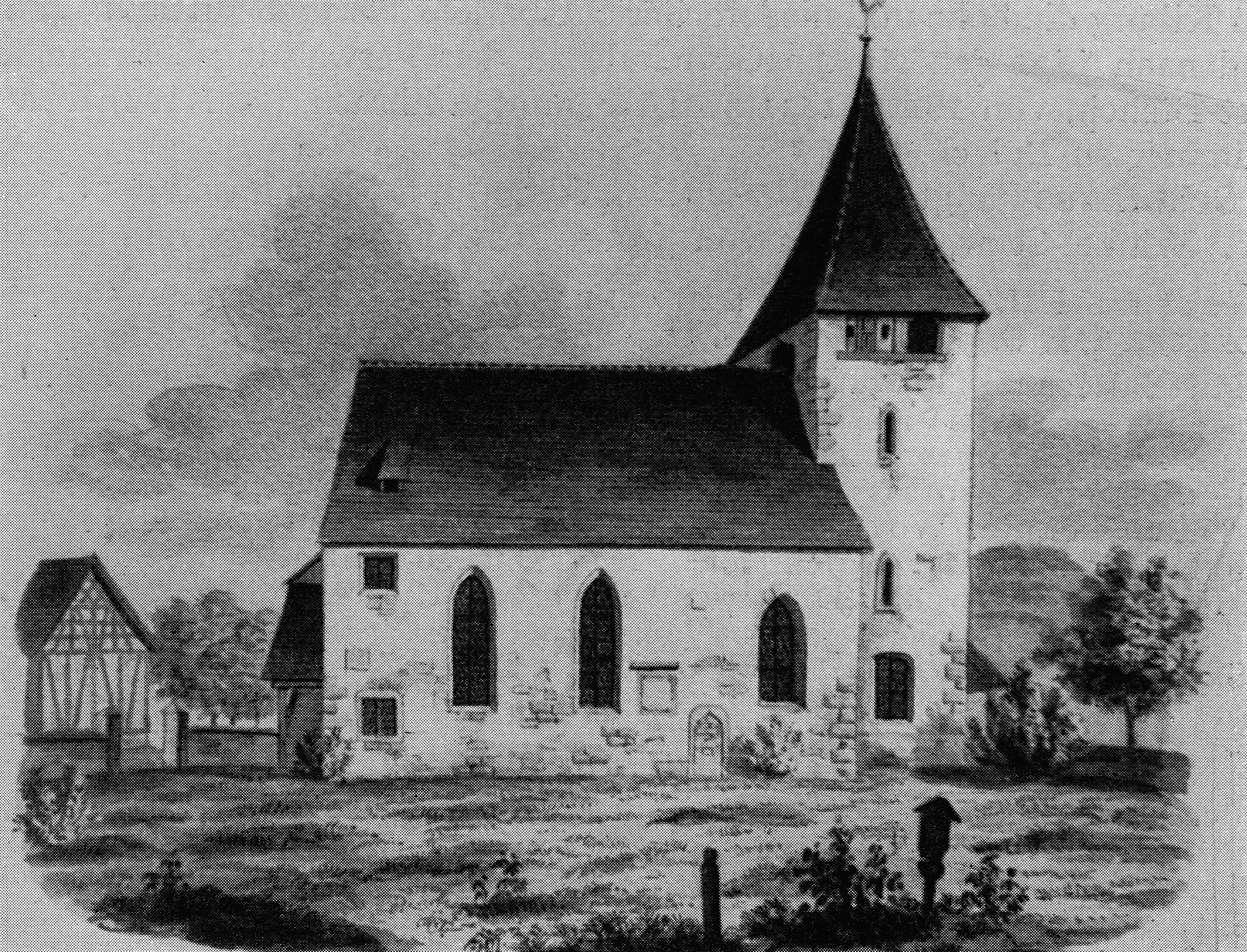
Die 1860 abgetragene alte Kirche von Wil auf einer Zeichnung Ludwig Schulthess’ aus dem Jahre 1840

Die Kirche von Wil ist ein Neubau von 1975, der vom Architekten Bitterli aus Zürich entworfen wurde, nachdem man am 29. Januar 1970 beschlossen hatte, die Kirche von 1869 nicht zu renovieren, sondern zu ersetzen. Im Unterschied zu 1869, als man den Neubau durch Heinrich Bräm auf dem Rebhügel neben der alten Kirche erstellt und letztere erst danach abgebrochen hatte, wurde diesmal die neue Kirche nach Abbruch der alten am selben Standort gebaut.
Die Pfarrei Wil gilt als die viertälteste Pfarrei im Zürcher Unterland, da sie schon seit mindestens 1216 nachgewiesen ist. Nachweislich älter sind nur die Pfarreien Bülach (811), Lufingen (1178) und Kloten (1188).
Das Pfarrhaus an der Oberdorfstrasse wurde 1561 erbaut.
Im Dorfkern finden sich noch etliche Riegelbauten aus dem 18. Jahrhundert.

## Persönlichkeiten
- Carl Biedermann (1824–1894), der Mundartdichter, wurde zwar in Winterthur geboren und wuchs in Pfungen auf, lebte aber ab Oktober 1850 in Wil und erwarb 1876 das Bürgerrecht von Wil. Er war auch Kaufmann, und dabei war sein Hauptstandbein der Strohhuthandel mit seiner Firma «Charles Biedermann, Manufacture de paille».
- Adolf Angst (1845–1928), ein hier geborener Unternehmer und Gründer der Schaffhauser Strickmaschinenfabrik AG
- Ida Stengele, geborene Biedermann (1861–nach 1927), Politikerin und Mitglied der Hamburger Bürgerschaft, in Wil geboren
- Hans Witzig (1889–1973), Kunsthistoriker, Plastiker, Illustrator, Grafiker und Autor, in Wil geboren

## Bilder

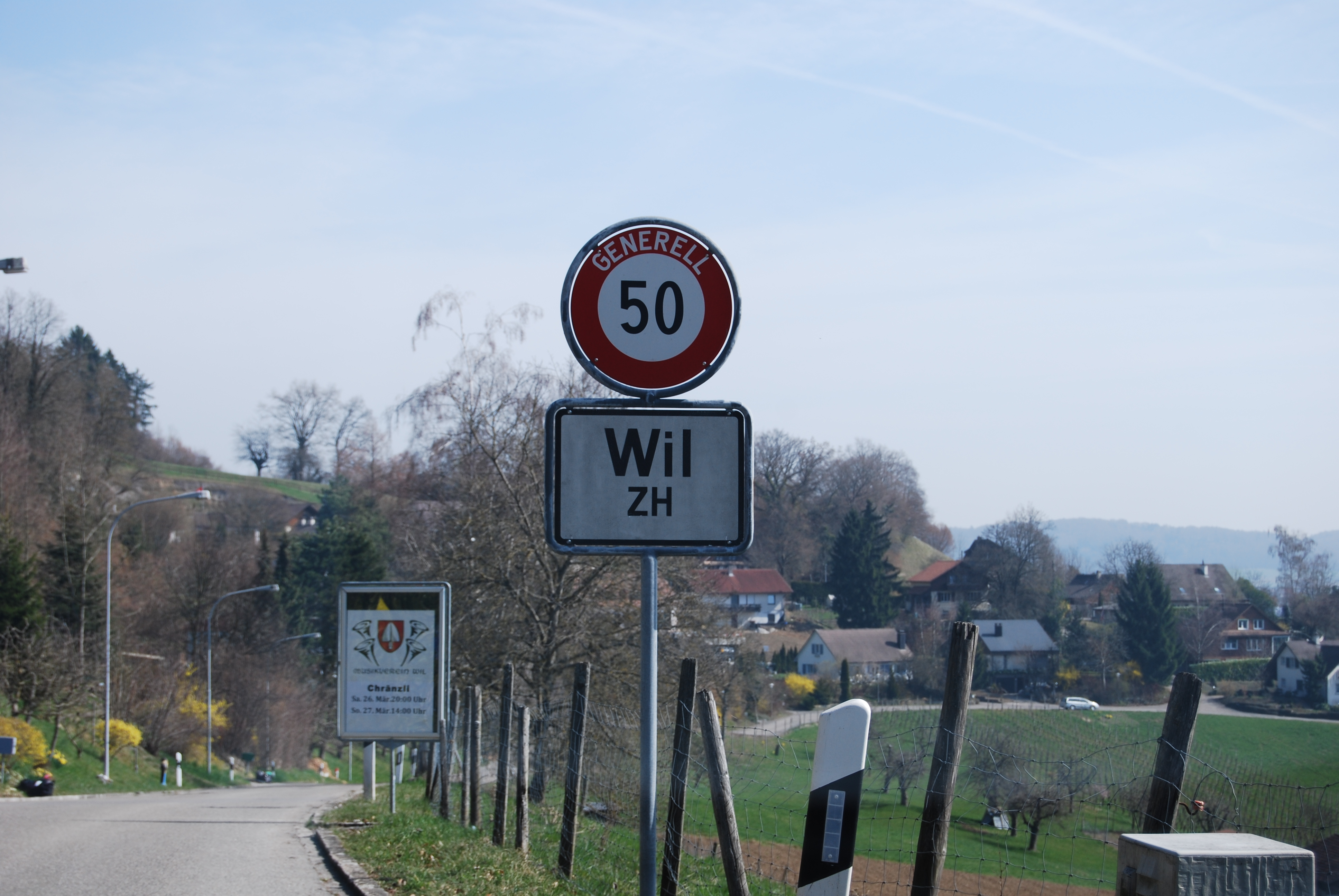
Dorfeingang von Wil ZH
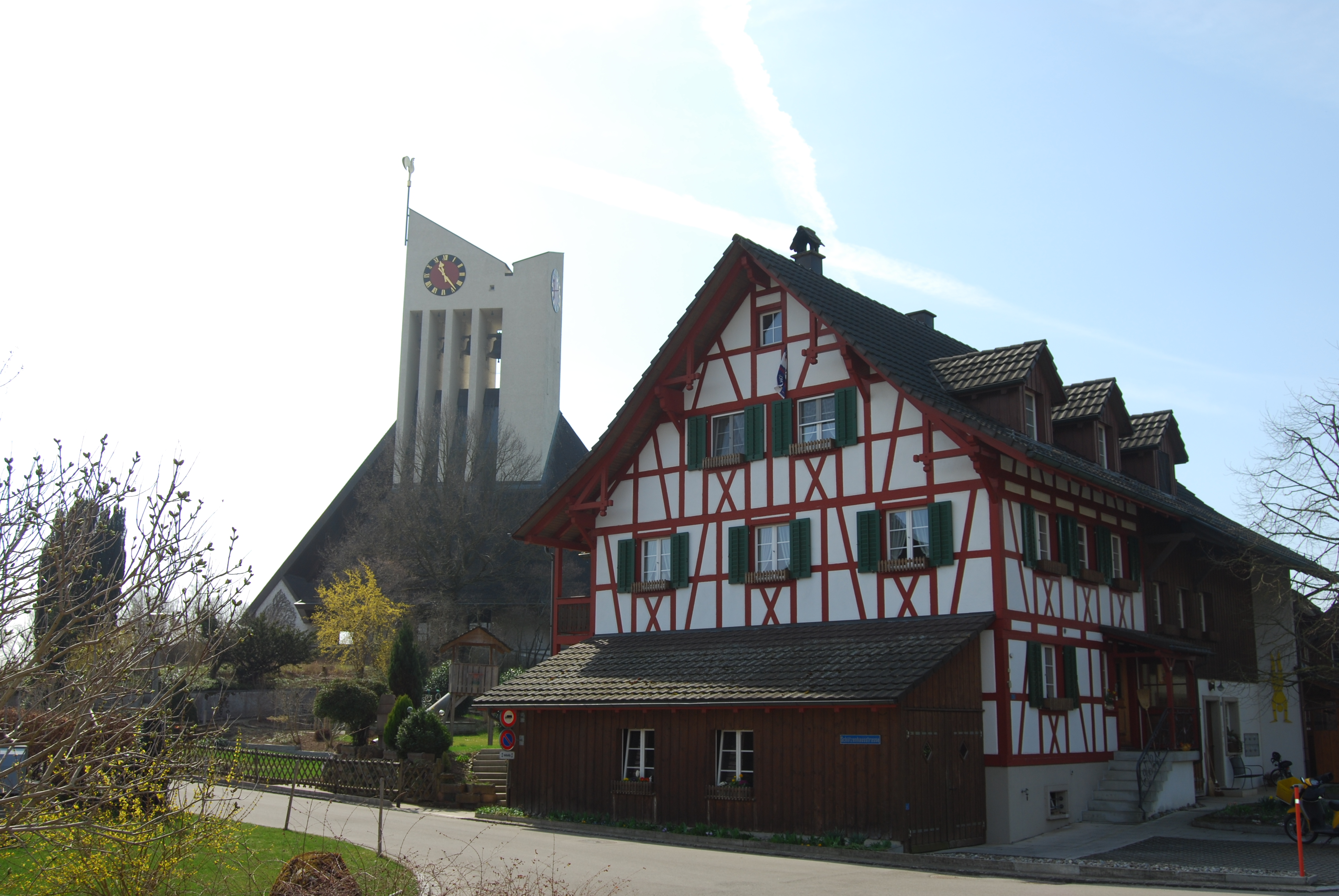
Kirche von Wil ZH
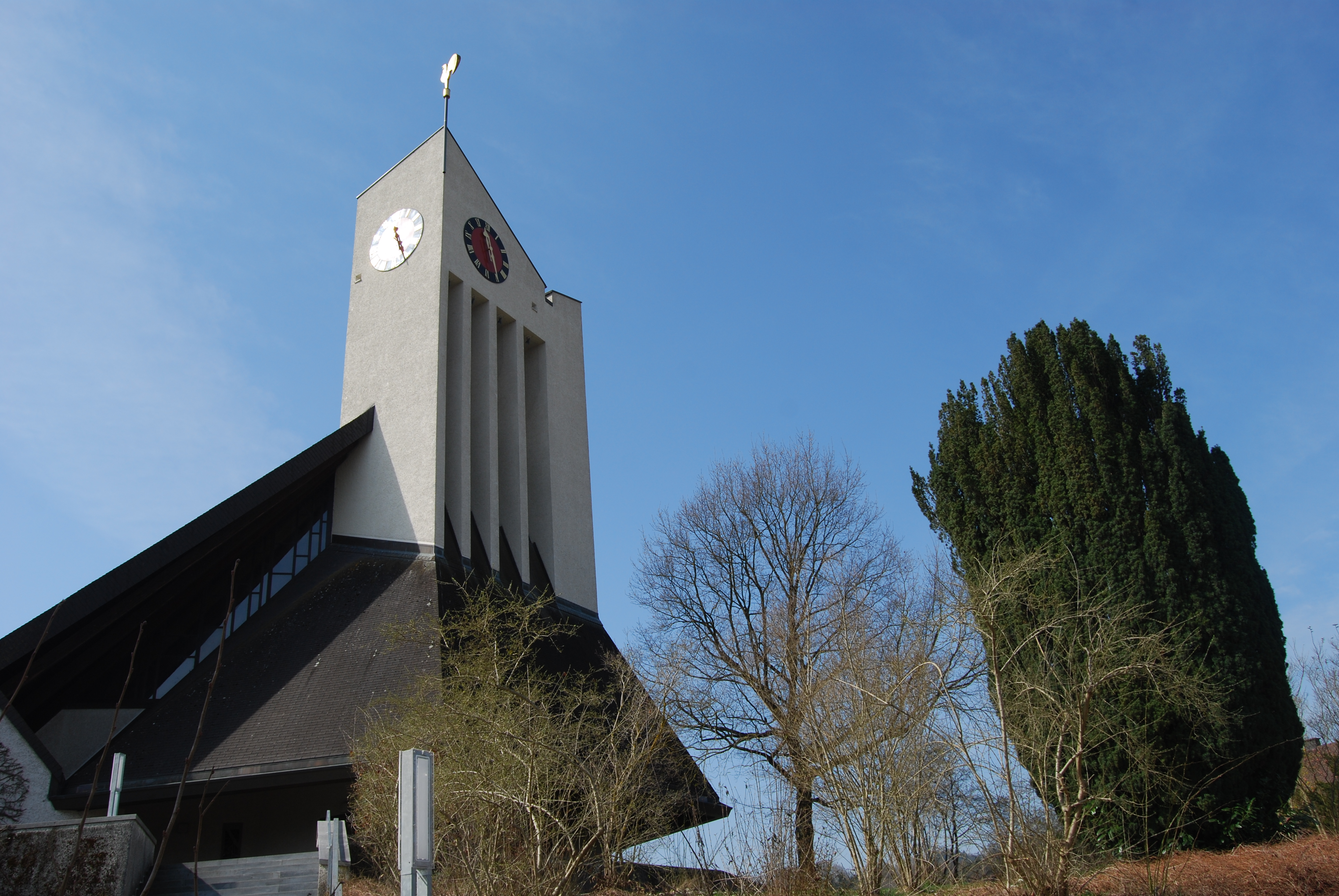
Kirche von Wil ZH
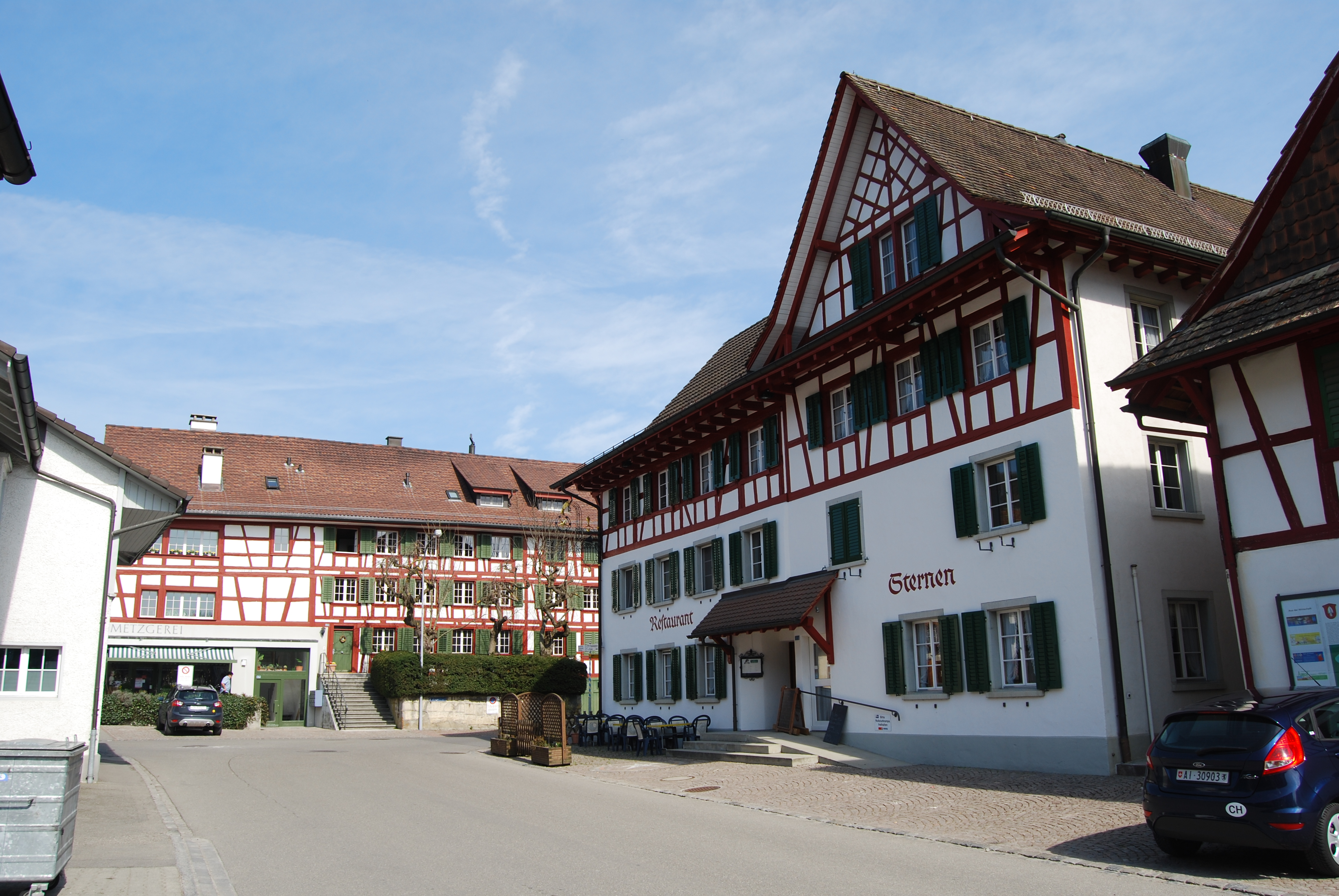
Restaurant Sternen in Wil ZH
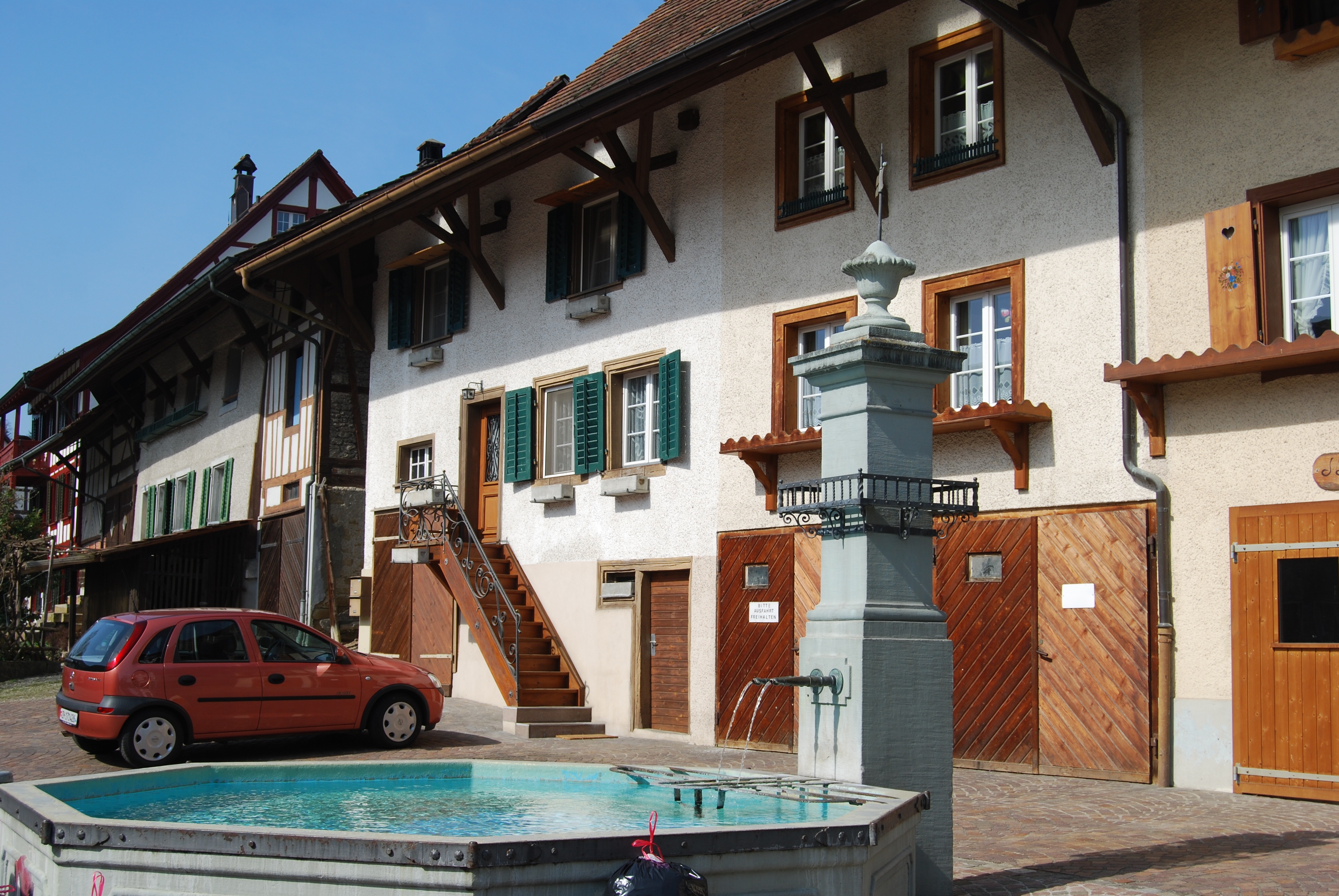
Dorfbrunnen
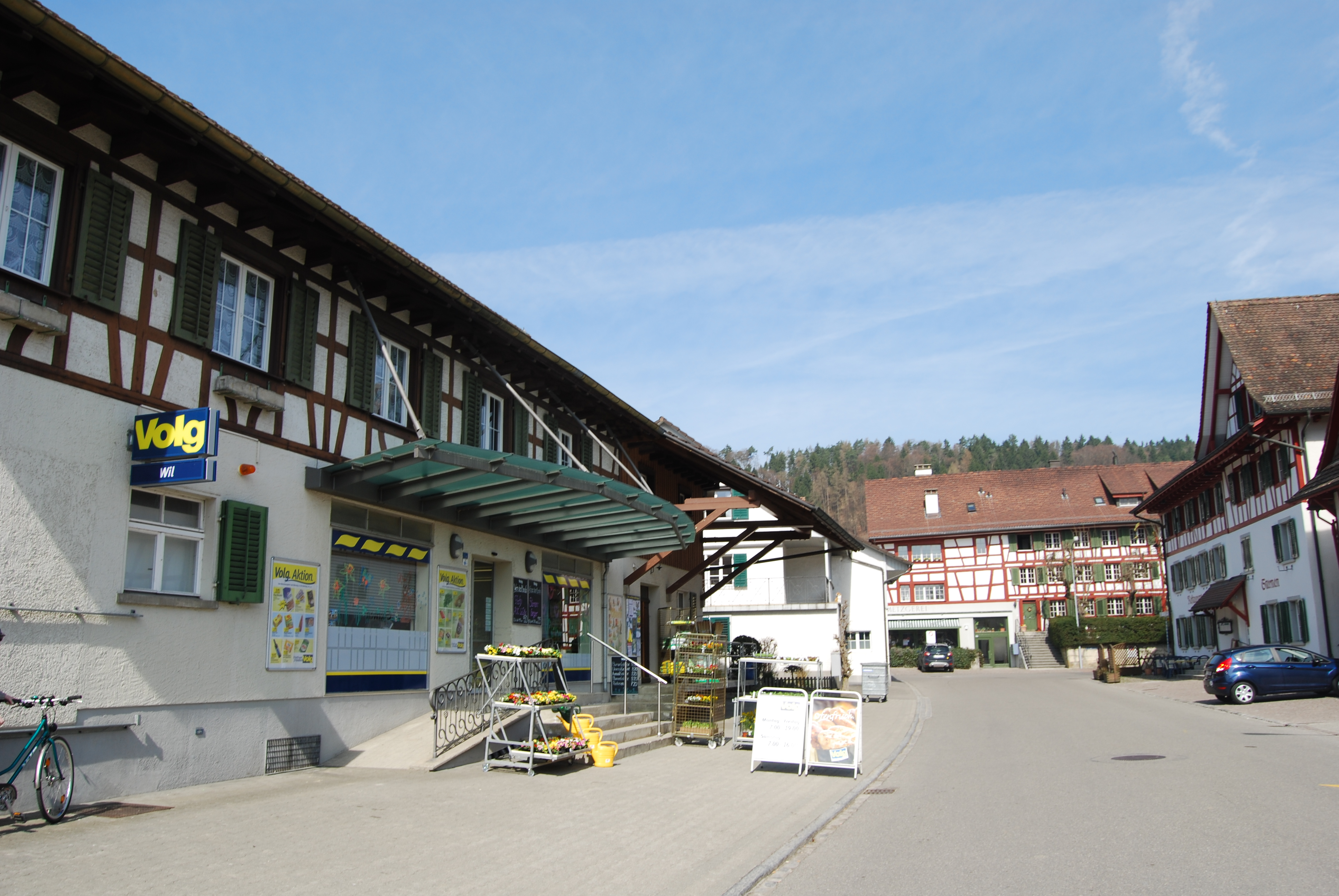
Volg-Laden